# Trelder Bach
Der Trelder Bach ist ein 1,7 km langer Bach in dem Buchholzer Stadtteil Trelde im Landkreis Harburg in Niedersachsen, der von rechts und Norden in den Sprötzer Bach mündet.

## Verlauf
Der Trelder Bach entspringt innerhalb des Buchholzer Stadtteil Trelde in einem Waldstück an der Straße Tannengrund. Er unterquert die Bundesstraße 75 und durchfließt, in südwestlicher Richtung, zuerst als Straßengraben am Trift, bis zum Kriegerdenkmal, die Ortschaft Trelde. Ab der Unterquerung der Trelder Dorfstraße fließt der Bach, erkennbar begradigt, ein schmales, stark durchwuchertes, Wiesengebiet, welches beidseitig von Häusern gesäumt ist, innerhalb des Ortes Trelde. Am südlichen Weichbild von Trelde mündet er von rechts und Norden in den Sprötzer Bach.

## Zustand
Der Trelder Bach ist im gesamten Verlauf kritisch belastet (Güteklasse II-III).

## Befahrungsregeln
Wegen intensiver Nutzung der Este durch Freizeitsport und Kanuverleiher erließ der Landkreis Harburg 2002 eine Verordnung unter anderem für die Este, ihre Nebengewässer und der zugehörigen Uferbereiche, die den Lebensraum von Pflanzen und Tieren schützen soll. Seitdem ist das Befahren und Betreten des Trelder Bachs ganzjährig verboten.